# Has-Been Heroes
Has-Been Heroes é um futuro videojogo de ação e estratégia,  desenvolvido pela Frozenbyte e publicado pela GameTrust. O jogo está agendado para ser lançado em Março de 2017, para Nintendo Switch, PlayStation 4, Windows, e Xbox One.

## Jogabilidade
O jogo apresenta uma mistura de estratégia baseado em turnos e uma mecânica de estratégia em tempo real.

## Lançamento
Has-Been Heroes está sendo desenvolvido pela Frozenbyte e publicado pela GameTrust. O jogo foi anunciado em janeiro de 2017. Vai ser  lançado para Nintendo Switch, PlayStation 4, Windows e Xbox One em Março de 2017.